# Ernst Pohlhausen
Ernst Pohlhausen (ur. 20 maja 1890 w Mittweida, zm. 4 marca 1964 w Kilonii) – niemiecki matematyk, profesor, rektor Politechniki Gdańskiej.

## Życiorys
Absolwent wydziału matematyki stosowanej Uniwersytetu w Getyndze, studia przerwane udziałem w I wojnie światowej ukończył w 1919r.
Pracował w przemyśle lotniczym. Od 1919 doktor (przewód na uniwersytecie w Getyndze), w 1921 habilitował się i pracował jako prywatny docent na uniwersytecie w Rostocku – gdzie w roku 1922 został mianowany na profesora nadzwyczajnego, a w 1925 – prof. zwyczajnego.
W latach 1926–1945 profesor zwyczajny na Politechnice Gdańskiej, a w latach 1934–1941 rektor tej uczelni. Od wiosny 1933 aktywny członek NSDAP, wrogo nastawiony do pracowników pochodzenia żydowskiego i do polskich studentów (w lutym 1939 doprowadził do ich usunięcia). W 1938 powołany przez Hermanna Göringa na członka Niemieckiej Akademii Lotnictwa. Po ustąpieniu ze stanowiska rektora został kuratorem wyższych uczelni w Okręgu Rzeszy Gdańsk-Prusy Zachodnie. Po 1945 pracował w Kilonii jako robotnik budowlany.